# Junger Westen
junger westen war eine deutsche Künstlergruppe.
Die Maler Emil Schumacher, Thomas Grochowiak, Heinrich Siepmann, Hans Werdehausen, Gustav Deppe sowie die Bildhauer Ernst Hermanns und Hermann Breucker gründeten die Gruppe junger westen 1948 in Recklinghausen mit der Absicht, den in der Zeit des Nationalsozialismus verlorenen Anschluss an die Kunst der Moderne wiederherzustellen und in diesem Rahmen eigene künstlerische Ausdrucksformen zu finden, die in der industriell geprägten Region des Ruhrgebiets verwurzelt sein sollten. Auch die Förderung des Erfahrungsaustausches unter Künstlern wurde als Ziel gesehen; diesem Zweck dienten auch die Ausstellungen der Gruppe, zu denen zahlreiche Künstler eingeladen wurden, darunter Georg Meistermann, Hann Trier und Fritz Winter.
Die Gruppe löste sich 1962 auf. Ihren Namen trägt bis heute der von der Stadt Recklinghausen seit 1948 als Förderpreis vergebene, derzeit mit 10.000 Euro dotierte Kunstpreis junger westen.
Die Kunsthalle Recklinghausen würdigte die Gruppe im Jahre 2008 mit der Ausstellung Im Zeichen der Abstraktion – Die Künstlergruppe 'junger westen' 1948 bis 1962.